# Leporano
Leoporano ist eine süditalienische Stadt mit 8227 Einwohnern (Stand 31. Dezember 2023) in Apulien in der Provinz Tarent.

## Geografische Lage
Die Hafenstadt Leporano liegt auf der südöstlichen Halbinsel Salent, etwa 12 km von Tarent und ca. 440 km von Rom entfernt. Das Wappen der Stadt stellt einen roten Hasen auf blauem Schild dar, welches an der Unterseite von einem grünen Lorbeerkranz umgeben wird und von einer gräflichen Krone überragt wird.

## Geschichte
Die historischen Aufzeichnungen der Stadt gehen auf eine hellenistische Ansiedlung aus dem 4. Jahrhundert v. Chr. zurück, was wiederum durch einige Artefakte, welche den örtlichen Ausgrabungsstätten entstammen, bestätigt wird.

## Sehenswürdigkeiten
Leporano ist unter anderem für das im Stadtzentrum gelegene Castello Muscettola, eine mittelalterliche Festungsanlage, den weithin sichtbaren und beeindruckenden Wachturm von Saturo, welcher Schutz vor der steigenden Piraterie des 15. Jahrhunderts bieten sollte, und den kleinen Hafen „Pirrone“ (auch Porto Perone), der vor allem von Yachtbesitzern und Seglern geschätzt wird, bekannt. Beim Wachturm von Saturo (Torre Saturo) wurden Reste der gegen Ende des 8. Jahrhunderts v. Chr. gegründeten antiken griechischen Kolonie Satyrion sowie einer einheimischen Vorgängersiedlung entdeckt, deren Anfänge bis an den Beginn der mittleren italischen Bronzezeit (ca. 17. Jahrhundert v. Chr.) zurückreichen; das benachbarte Tarent bezieht seine Gründungsgeschichte auf das antike Satyrion. Eine weitere Sehenswürdigkeit ist die historische Ausgrabungsstätte einer prachtvollen römischen Villa.

## Tourismus
Die Hafenstadt Leporano ist für seinen gemäßigten Tourismus bekannt. Die zahlreichen historischen Kirchen, Bauwerke und sonstige Sehenswürdigkeiten der Ortschaft und der Region ziehen vor allem Yacht-Touristen an, welche den Hafen von Pirrone als natürlich geschützte Schifffahrtsanlage gerne nutzen.

## Ereignisse
- Palmsonntag: Passion Jesus Christus

## Lokale Produktion
Die Stadt und Region um Leporano sind für ihre hervorragenden Weine aus lokaler Produktion berühmt. Das warme mediterrane Küstenklima fördert den Weinanbau und resultiert immer wieder in ausgezeichneten Spitzenweinen.

## Persönlichkeiten
- Aulon von Leporano, lateinischer Dichter

### Söhne und Töchter der Stadt
- Carlo Veneziani (1882–1950), Filmregisseur und Drehbuchautor
- Jole Veneziani (1901–1989), Stylistin
- Emidio Greco (1938–2012), Filmregisseur und Drehbuchautor
- Pino De Vittorio (* 1954), Sänger und Schauspieler
- Cosimo Damiano Lanza (* 1962), Pianist, Cembalist und Komponist

### Das Fürstenhaus
Die Fürsten von Leporano (Principe di Leporano) entstammen einer alteingesessenen italienischen Aristokratenfamilie, welche auch heute noch in enger Verbundenheit mit der Ursprungsstadt Leporano und deren Einwohnern Kontakte pflegt. Dem geschäftstüchtigen Fürstenhaus gehören zahlreiche weltweit operierende Unternehmen aus unterschiedlichsten Industriezweigen, wie Bekleidungsindustrie, Finanzsektor oder auch Management- und PR-Beratung.